# Михайловка (Янурусовська сільська рада)
Миха́йловка (рос. Михайловка, башк. Михайловка) — присілок у складі Ішимбайського району Башкортостану, Росія. Входить до складу Янурусовської сільської ради.
Населення — 26 осіб (2010; 33 в 2002).
Національний склад:
- росіяни — 79%